# Protogalaksija
Protogalaksíja je ogromen oblak prahu in plina, najbolj zgoščen okoli jedra. Iz tega oblaka nastane galaksija. V oblaku je neskončno število vrzeli, iz katerih nastanejo zvezde. Strokovnjaki domnevajo, da bo stopnja nastanka zvezd med razvojem galaksije določila ali bo galaksija spiralna ali eliptična galaksija. Pri počasnejšemu nastanku zvezd večinoma nastanejo spiralne galaksije.